# Bundásbogár
A bundásbogár (Tropinota hirta vagy Epicometis hirta) a mindenevő bogarak (Polyphaga) alrendjébe, a ganajtúrófélék (Scarabaeidae) családjába tartozó rovarfaj.

## Megjelenése
Nagyjából téglalap alakú, 8–13 mm hosszú, feketésszürke színű bogár. Egész teste fehéres-sárgás szőrökkel sűrűn borított. Szárnyfedőinek alapszíne fekete, rajta egyedenként különböző számú és elhelyezkedésű fehéres-sárgás foltok vannak.
Néha szintén bundásbogárnak nevezik az igen hasonló, a Tropinota alnembe tartozó Tropinota squalida-t (Scopoli, 1783), melytől úgy lehet megkülönböztetni, hogy a Tropinota squalida hím példányainak hasi oldalán hosszirányú vágat van (ez utóbbi dél-európai faj, Magyarországon nem honos).
A színezés és a foltozottság miatt hasonlít a sokpettyes virágbogárra (Oxythyrea funesta), de annak tetején hosszabb szőrök vannak, előtorán pedig nincsenek foltok.

## Életmódja
Lárvája gyökerekkel táplálkozik, kártétele nem jelentős. Tavasszal, a gyümölcsfák virágzásának idején rajzik. Az imágó polifág, alapjában virágporevő (a pollen rá is tapad, ezzel tulajdonképpen segíti egyes növények megporzását), de a gyümölcsfák, a szőlő és a gabonafélék, elsősorban a rozs virágrészeit is rágja, amivel terméketlenséget okoz. Szívesen táplálkozik a keresztes- és fészkesvirágú lágyszárú növényeken is. Főként laza talajú vidékeken él, időnként tömegesen jelenik meg, imágója március végétől vagy április elejétől júliusig látható, különféle virágok belső részeit rágja (sokszor látható például tavaszi héricsen, martilapun, boglárkákon, gyümölcsfákon stb.). A lárva korhadó növényi anyagokon él, már őszre kifejlődik, de csak a következő év tavaszán bújik elő a talajból.  Általában csak napsütéses időben repül. A kora tavasz első bogarai közé tartozik.
Kártétele ellen (célzott) csapdázással is lehet védekezni. Léteznek a hím és nőstény példányokra egyaránt hatásos feromoncsapdák.

## Alfajai
- Tropinota hirta crispa Petrovitz, 1971
- Tropinota hirta heyrovskyi Obenberger, 1917
- Tropinota hirta hirta (Poda, 1761)
- Tropinota hirta spiniformis Reitter, 1913
- Tropinota hirta suturalis Reitter, 1913

## Fordítás
- Ez a szócikk részben vagy egészben a Gauruotasis auksavabalis című litván Wikipédia-szócikk ezen változatának fordításán alapul.  Az eredeti cikk szerkesztőit annak laptörténete sorolja fel. Ez a jelzés csupán a megfogalmazás eredetét és a szerzői jogokat jelzi, nem szolgál a cikkben szereplő információk forrásmegjelöléseként.